# Stock Rocker Nuts
Stock Rocker Nuts är det svenska rockbandet Sators andra studioalbum.

## Låtlista

### Sida A
1. "Turn Off The News" - 3:36
2. "Dog" - 3:47
3. "Gruesome Sunday Morning" - 3:58
4. "Restless Again" - 3:20
5. "Ain't Seen Nothing" - 3:24
6. "Hitch-hike To Caudine Forks" - 3:01

### Sida B
1. "World" - 3:07
2. "Machine Gun Justice (A Love Song)" - 3:05
3. "No Reason" - 2:55
4. "Sideshow Screwballs" - 3:30
5. "Rise Again" - 3:17
6. "Baby Doc Holiday" - 3:59